# Schienenverkehr in Paraguay
| Estación Central von Asunción |                      | | |
| Streckenlänge: | 375 km               | | |
| Spurweite: | 1435 mm (Normalspur) | | |
| |                      | | |
| \| \| 0,0 \| Estación Central de Asunción \| Estación Central de Asunción \| \| \| 4 \| Tablada \| Tablada \| \| \| 6 \| Trinidad \| Trinidad \| \| \| 7 \| Jardin Botánico \| Jardin Botánico \| \| \| 15 \| Luque \| Luque \| \| \| 23 \| Yuguyry \| Yuguyry \| \| \| 30 \| Areguá \| Areguá \| \| \| 36 \| Patiño \| Patiño \| \| \| 44 \| Ypacaraí \| Ypacaraí \| \| \| 55 \| Pirayu \| Pirayu \| \| \| 65 \| Cerro Leon \| Cerro Leon \| \| \| 72 \| Paraguarí \| Paraguarí \| \| \| 83 \| Escobar \| Escobar \| \| \| 91 \| Sapucay ehemalige Zentralwerkstatt \| Sapucay ehemalige Zentralwerkstatt \| \| \| 101 \| Caballero \| Caballero \| \| \| 110 \| Ybytymi \| Ybytymi \| \| \| 126 \| Tebicuary \| Tebicuary \| \| \| 130 \| Coronel Martínez \| Coronel Martínez \| \| \| 141 \| Félix Pérez. Cardozo ehemals Hyaty \| Félix Pérez. Cardozo ehemals Hyaty \| \| \| 150 \| Villarrica \| Villarrica \| \| \| 170; 0 \| \| \| \| \| 170; 0 \| San Salvador ehemals Borja \| San Salvador ehemals Borja \| \| \| 170; 0 \| \| \| \| \| 15 \| Ñumí \| Ñumí \| \| \| 31 \| Charara \| Charara \| \| \| 37 \| Fassardi \| Fassardi \| \| \| 46 \| Tacuaras \| Tacuaras \| \| \| 58 \| Itacurubí \| Itacurubí \| \| \| 60 \| Abaí \| Abaí \| \| \| 183 \| Iturbe \| Iturbe \| \| \| 198 \| Maciel \| Maciel \| \| \| 206 \| Santa Luisa \| Santa Luisa \| \| \| 218 \| Moises Bertoni ehemals Sosa \| Moises Bertoni ehemals Sosa \| \| \| 232 \| Yergos \| Yergos \| \| \| 240 \| Isla Sacá \| Isla Sacá \| \| \| 253 \| Santa Rosa \| Santa Rosa \| \| \| \| Río Pirapó \| \| \| \| 261 \| Yuty \| Yuty \| \| \| \| Río Tebicuary \| \| \| \| 266 \| Salitre Cué \| Salitre Cué \| \| \| 279 \| San Pedro \| San Pedro \| \| \| 291 \| General Artigas \| General Artigas \| \| \| 305 \| Isla Alta \| Isla Alta \| \| \| 321 \| Cnel. Bogado \| Cnel. Bogado \| \| \| \| Strecke durch Yacyretá-Stausee des Río Paraná überstaut \| \| \| \| \| \| \| \| \| 331 \| Carmen del Paraná \| Carmen del Paraná \| \| \| \| Strecke durch Yacyretá-Stausee überstaut \| \| \| \| \| Caraguatá \| \| \| \| \| \| \| \| \| 370 \| Encarnación \| Encarnación \| \| \| \| \| \| \| \| 375 \| Playa de Empalme \| Playa de Empalme \| \| \| \| \| \| \| \| \| \| \| \| \| \| \| \| \| \| \| Puente Internacional San Roque González de Santa Cruz über den Rio Paraná; Staatsgrenze Paraguay – Argentinien \| \| |                      | | |
| Kopfbahnhof Streckenanfang (Strecke außer Betrieb) | 0,0                  | Estación Central de Asunción                                                                                   | Estación Central de Asunción                                                                                   |
| Haltepunkt / Haltestelle (Strecke außer Betrieb) | 4                    | Tablada | Tablada |
| Haltepunkt / Haltestelle (Strecke außer Betrieb) | 6                    | Trinidad | Trinidad |
| Haltepunkt / Haltestelle (Strecke außer Betrieb) | 7                    | Jardin Botánico                                                                                                | Jardin Botánico                                                                                                |
| Haltepunkt / Haltestelle (Strecke außer Betrieb) | 15                   | Luque | Luque |
| Haltepunkt / Haltestelle (Strecke außer Betrieb) | 23                   | Yuguyry | Yuguyry |
| Haltepunkt / Haltestelle (Strecke außer Betrieb) | 30                   | Areguá | Areguá |
| Haltepunkt / Haltestelle (Strecke außer Betrieb) | 36                   | Patiño | Patiño |
| Haltepunkt / Haltestelle (Strecke außer Betrieb) | 44                   | Ypacaraí | Ypacaraí |
| Haltepunkt / Haltestelle (Strecke außer Betrieb) | 55                   | Pirayu | Pirayu |
| Haltepunkt / Haltestelle (Strecke außer Betrieb) | 65                   | Cerro Leon | Cerro Leon |
| Haltepunkt / Haltestelle (Strecke außer Betrieb) | 72                   | Paraguarí | Paraguarí |
| Haltepunkt / Haltestelle (Strecke außer Betrieb) | 83                   | Escobar | Escobar |
| Bahnhof (Strecke außer Betrieb) | 91                   | Sapucay ehemalige Zentralwerkstatt                                                                             | Sapucay ehemalige Zentralwerkstatt                                                                             |
| Haltepunkt / Haltestelle (Strecke außer Betrieb) | 101                  | Caballero | Caballero |
| Haltepunkt / Haltestelle (Strecke außer Betrieb) | 110                  | Ybytymi | Ybytymi |
| Haltepunkt / Haltestelle (Strecke außer Betrieb) | 126                  | Tebicuary | Tebicuary |
| Haltepunkt / Haltestelle (Strecke außer Betrieb) | 130                  | Coronel Martínez                                                                                               | Coronel Martínez                                                                                               |
| Haltepunkt / Haltestelle (Strecke außer Betrieb) | 141                  | Félix Pérez. Cardozo ehemals Hyaty                                                                             | Félix Pérez. Cardozo ehemals Hyaty                                                                             |
| Bahnhof (Strecke außer Betrieb) | 150                  | Villarrica | Villarrica |
| Abzweig geradeaus und nach links (Strecke außer Betrieb) · Strecke von rechts (außer Betrieb) | 170; 0               | | |
| Haltepunkt / Haltestelle (Strecke außer Betrieb) · Kilometer-Wechsel (Strecke außer Betrieb) | 170; 0               | San Salvador ehemals Borja                                                                                     | San Salvador ehemals Borja                                                                                     |
| Abzweig geradeaus und von links (Strecke außer Betrieb) · Abzweig geradeaus und von rechts (Strecke außer Betrieb) | 170; 0               | | |
| Strecke (außer Betrieb) · Haltepunkt / Haltestelle (Strecke außer Betrieb) | 15                   | Ñumí | Ñumí |
| Strecke (außer Betrieb) · Haltepunkt / Haltestelle (Strecke außer Betrieb) | 31                   | Charara | Charara |
| Strecke (außer Betrieb) · Haltepunkt / Haltestelle (Strecke außer Betrieb) | 37                   | Fassardi | Fassardi |
| Strecke (außer Betrieb) · Haltepunkt / Haltestelle (Strecke außer Betrieb) | 46                   | Tacuaras | Tacuaras |
| Strecke (außer Betrieb) · Haltepunkt / Haltestelle (Strecke außer Betrieb) | 58                   | Itacurubí | Itacurubí |
| Strecke (außer Betrieb) · Haltepunkt / Haltestelle Streckenende (Strecke außer Betrieb) | 60                   | Abaí | Abaí |
| Haltepunkt / Haltestelle (Strecke außer Betrieb) | 183                  | Iturbe | Iturbe |
| Haltepunkt / Haltestelle (Strecke außer Betrieb) | 198                  | Maciel | Maciel |
| Haltepunkt / Haltestelle (Strecke außer Betrieb) | 206                  | Santa Luisa | Santa Luisa |
| Haltepunkt / Haltestelle (Strecke außer Betrieb) | 218                  | Moises Bertoni ehemals Sosa                                                                                    | Moises Bertoni ehemals Sosa                                                                                    |
| Haltepunkt / Haltestelle (Strecke außer Betrieb) | 232                  | Yergos | Yergos |
| Haltepunkt / Haltestelle (Strecke außer Betrieb) | 240                  | Isla Sacá | Isla Sacá |
| Haltepunkt / Haltestelle (Strecke außer Betrieb) | 253                  | Santa Rosa | Santa Rosa |
| Brücke über Wasserlauf (Strecke außer Betrieb) |                      | Río Pirapó | Río Pirapó |
| Haltepunkt / Haltestelle (Strecke außer Betrieb) | 261                  | Yuty | Yuty |
| Brücke über Wasserlauf (Strecke außer Betrieb) |                      | Río Tebicuary                                                                                                  | Río Tebicuary                                                                                                  |
| Haltepunkt / Haltestelle (Strecke außer Betrieb) | 266                  | Salitre Cué | Salitre Cué |
| Haltepunkt / Haltestelle (Strecke außer Betrieb) | 279                  | San Pedro | San Pedro |
| Haltepunkt / Haltestelle (Strecke außer Betrieb) | 291                  | General Artigas                                                                                                | General Artigas                                                                                                |
| Haltepunkt / Haltestelle (Strecke außer Betrieb) | 305                  | Isla Alta | Isla Alta |
| Haltepunkt / Haltestelle (Strecke außer Betrieb) | 321                  | Cnel. Bogado                                                                                                   | Cnel. Bogado                                                                                                   |
| |                      | Strecke durch Yacyretá-Stausee des Río Paraná überstaut                                                        | |
| |                      | | |
| Haltepunkt / Haltestelle (Strecke außer Betrieb) | 331                  | Carmen del Paraná                                                                                              | Carmen del Paraná                                                                                              |
| |                      | Strecke durch Yacyretá-Stausee überstaut                                                                       | |
| Haltepunkt / Haltestelle (Strecke außer Betrieb) (im Tunnel) |                      | Caraguatá | Caraguatá |
| |                      | | |
| Bahnhof (Strecke außer Betrieb) | 370                  | Encarnación | Encarnación |
| |                      | | |
| Strecke (außer Betrieb) · Kopfbahnhof Streckenanfang | 375                  | Playa de Empalme                                                                                               | Playa de Empalme                                                                                               |
| |                      | | |
| Abzweig ehemals nach links und von links · Strecke nach rechts |                      | | |
| |                      | | |
| Grenze auf Brücke über Wasserlauf |                      | Puente Internacional San Roque González de Santa Cruz über den Rio Paraná; Staatsgrenze Paraguay – Argentinien | Puente Internacional San Roque González de Santa Cruz über den Rio Paraná; Staatsgrenze Paraguay – Argentinien |

Der Schienenverkehr in Paraguay beschränkt sich heute im Wesentlichen auf einen kleinen Abschnitt des ursprünglichen  Netzes mit ehemals 440 km Regel- und 750 km Schmalspurstrecken.

## Geschichte

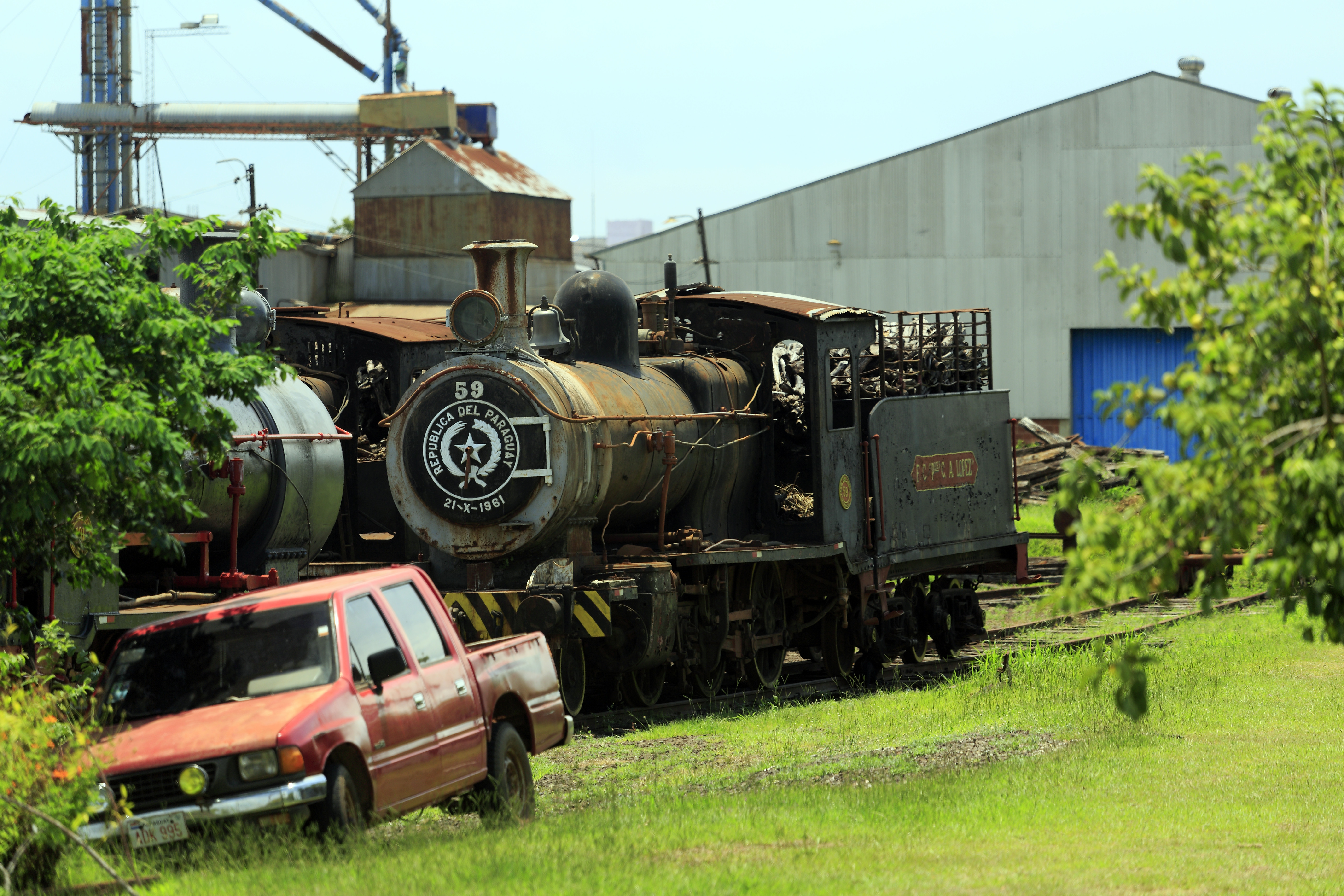
Abgestellte Dampflokomotive in Encarnación

Das Eisenbahnnetz in Paraguay bestand in erster Linie aus einer regelspurigen Strecke von der Hauptstadt Asunción zum 370 km entfernten Grenzbahnhof Encarnación nach Argentinien. Der erste Teil der Strecke bis Villarrica wurde 1861 von der damaligen staatlichen Ferrocarril de la Asunción a la Villa Rica eröffnet. Sie war die erste Eisenbahnstrecke Südamerikas mit Personenverkehr. 1889 verkaufte die Regierung die Bahn an die britische Paraguay Central Railway, die die Strecke bis nach Argentinien erweiterte und später auch eine Abzweigung von San Salvador nach Abaí errichtete.
Im Jahr 1980 hatte das Gesamtnetz eine Länge von 441 Kilometern, die in Betrieb waren.
Zwischen Encarnación und Posadas in Argentinien bestand auf dem Río Paraná eine Eisenbahnfährverbindung als Anschluss an das spurweitengleiche Netz der Ferrocarril General Urquiza in der Region Mesopotamia bis Buenos Aires. Diese Verbindung wurde 1990 durch eine Brücke ersetzt. Gleichwohl ging der Verkehr ständig zurück. Der technische Zustand der Bahn auf paraguayischer Seite entsprach keinen Standards. In den 1980er Jahren war es die einzige größere Eisenbahn der Welt, die ausschließlich Dampflokomotiven betrieb. Der Personenverkehr in der Verbindung Asunción–Encarnación endete 1999, er war dem konkurrierenden Busverkehr nicht mehr gewachsen. Der letzte Güterverkehr wurde 2010 eingestellt. Mit Dampflokomotiven bespannten Touristenzüge, die von einem Vorortbahnhof in Asunción zuletzt noch bis Areguá verkehrten, sind durch die Liquidierung des letzten Betreibers seit 2011 eingestellt. Inzwischen wurden die Gleise in großem Umfang abgebaut. Der durch den Yacyretá-Staudamm entstandene Stausee unterbrach die Anschlussstrecke in Argentinien südlich von Posadas zeitweise, bis 2012 eine Neutrassierung über 29 km fertiggestellt war. Danach wurde der Güterverkehr zwischen Argentinien und Encarnación und seit 2015 auch der Reiseverkehr zwischen Posadas und Encarnación wieder aufgenommen.
Im Norden von Paraguay gab es einige inzwischen stillgelegte Strecken, die als reine Inselbetriebe und auch nur für den Güterverkehr genutzt wurden. Lediglich die 1910 eröffnete 56 km lange Ferrocarril del Norte zwischen Concepción and Horqueta setzte dreimal wöchentlich auch Personenzüge ein. Diese in der Meterspurweite gebaute Bahn wurde 1937 verstaatlicht und 1960 stillgelegt.
Zwischen 1871 und 1997 besaß Asunción ein Straßenbahnnetz, das zunächst mit Pferdebahnen, dann teilweise mit Dampfstraßenbahnen und ab 1913 elektrisch betrieben wurde. Im maximalen Ausbaustand während der 1930er Jahre erstreckte sich das Netz über 37 Kilometer Streckenlänge und wurde mit zehn Linien bedient. Vorhanden waren dafür 33 Triebwagen und 26 Beiwagen. Zuletzt wurde eine Linie noch mit gebraucht aus Brüssel übernommenen zweiachsigen Triebwagen bedient, ab 1995 verkehrten lediglich noch Sonderfahrten auf Bestellung. 1997 wurde die Straßenbahn aufgrund des schlechten Zustands von Fahrzeugen und Infrastruktur schließlich endgültig eingestellt.

## Gegenwart

### Verkehr

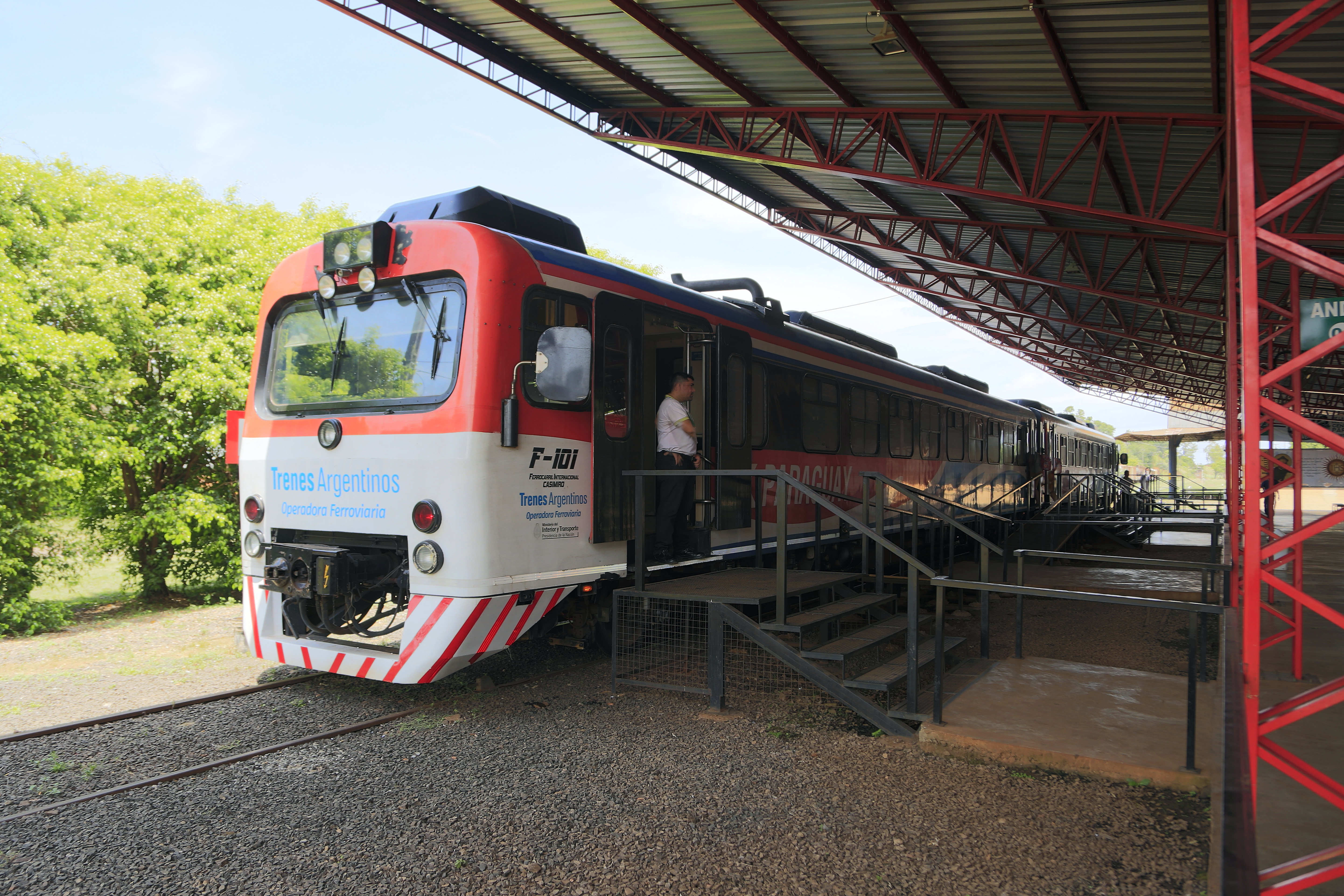
Reisezug aus Posadas im Bahnhof Encarnación

Die staatliche Eisenbahngesellschaft Ferrocarriles del Paraguay (Fepasa) besteht noch immer. Der Eisenbahnverkehr aber ist weitgehend eingestellt.
Wieder aufgenommen wurde zum 31. Dezember 2014 – zwischenzeitlich einmal kurz unterbrochen – ein von Trenes Argentinos-Casimiro Zbikoski durchgeführter Verkehr zwischen Encarnación und Posadas (Argentinien). Hier pendeln gebraucht in den Niederlanden erworbene Triebwagen, die zwischen 1981 und 1983 von DÜWAG an die Niederländische Eisenbahn geliefert worden waren, sogenannte Wadloper, die 2011 nach Argentinien verkauft wurden. Etwa 8000 Fahrgäste nutzen die Verbindung täglich. Vorteilhaft für die Nutzer ist, dass die Grenzabfertigung für beide Staaten gemeinsam in Posadas erfolgt. Die ebenfalls verkehrenden Busse werden durch die Grenzkontrollen auf beiden Seiten der Puente internacional San Roque González de Santa Cruz aufgehalten und regelmäßig bildet sich an beiden Kontrollstellen ein Rückstau bis weit auf die Brücke. Zudem ist das Passieren der Brücke für Fußgänger und mit dem Fahrrad nicht zulässig. Der genutzte Bahnhof liegt im Südosten von Encarnación im Stadtteil Buena Vista, er bildete zu Zeiten des Vollbetriebes eine Spitzkehre. Die weiterführende Strecke ist schon im Stadtgebiet weitgehend abgebaut, ihr Verlauf ist im Gelände nicht mehr zu erkennen.

### Museales

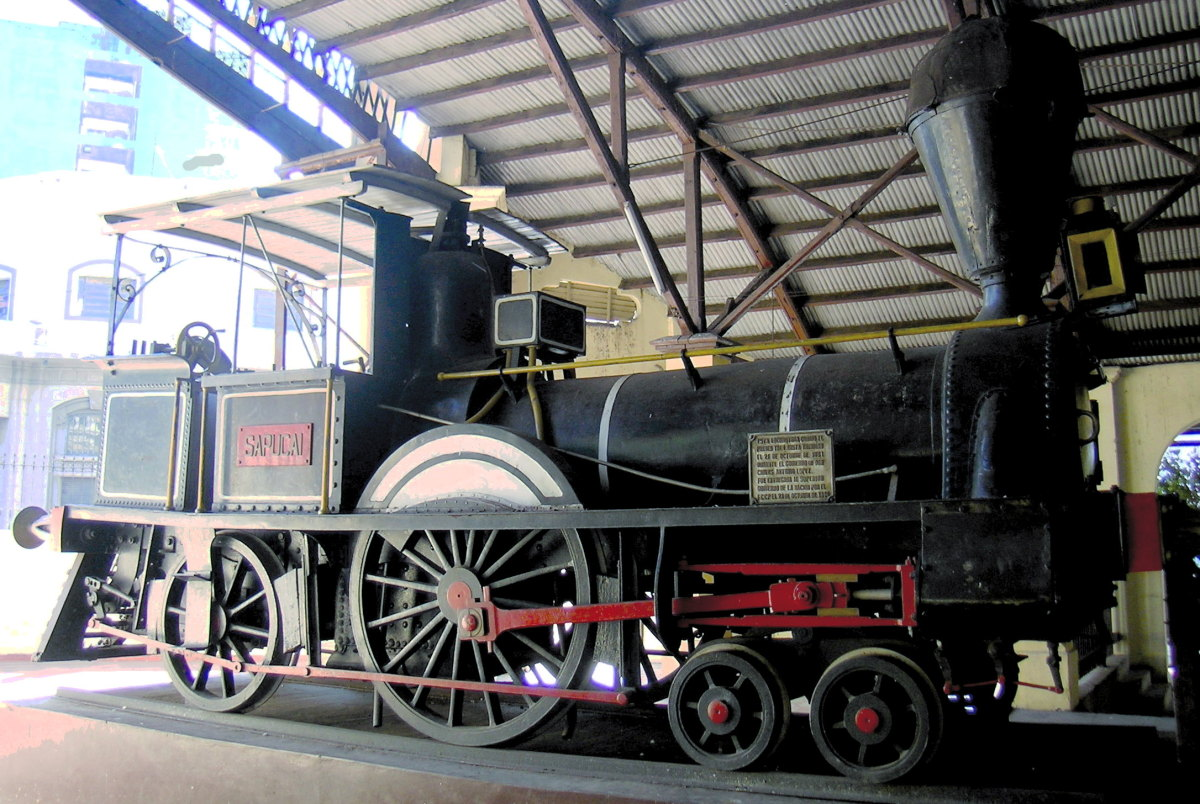
Die SAPUCAI, älteste Lokomotive Paraguays

Der Hauptbahnhof in Asunción ist durch die Überbauung der Strecke nicht mehr anzufahren. Er dient heute als Eisenbahnmuseum. Es ist der älteste Bahnhof Südamerikas und dessen historisches Empfangsgebäude mit zweigleisiger Bahnsteighalle zudem erhalten. Dort steht auch die erste Lokomotive Paraguays, die SAPUCAI. Vor dem ehemaligen Bahnhof  Asunción Botánico steht eine Denkmallokomotive. In Sapucai, dem ehemaligen Sitz der Hauptwerkstatt der Eisenbahn, ist ebenfalls ein Eisenbahnmuseum entstanden. Weitere Eisenbahnmuseen befinden sich in Escobar, San Salvador und Encarnación.

## Planungen
Auf der alten Trasse sollte zwischen Asunción und Luque eine elektrisch betriebene Light rail errichtet werden. Die zwischenzeitlich erfolgten Überbauungen der Trasse standen dem allerdings im Weg. Stattdessen ist nun geplant, die aufgegebene Trasse zwischen Asunción und Encarnación in einen Öko-Radweg für Touristen umzuwandeln und damit den längsten Fahrradweg Südamerikas zu schaffen. Der 28. Januar 2017 war der offizielle Start des Projekts mit Reinigungsarbeiten der Schienenstrecke bei Areguá.